# Manfred Dommasch
Manfred Dommasch (* 14. Juni 1933) ist ein ehemaliger deutscher Fußballspieler, der als Aktiver von Hertha Zehlendorf von 1953 bis 1963 in der Berliner Stadtliga 186 Spiele absolviert und dabei 88 Tore erzielt hat.

## Laufbahn
Seine gesamte fußballerische Laufbahn verbrachte Manfred Dommasch bei den „Blauen“ im Süd-Berliner Stadtteil Zehlendorf. Mit der „kleinen Hertha“ vom Ernst-Reuter-Sportfeld eroberte das Offensiv-Talent in der Saison 1952/53 die Berliner Amateurmeisterschaft mit 10 Punkten Vorsprung vor dem Mitaufsteiger in die Stadtliga, BSC Kickers 1900. Danach vertrat Zehlendorf den Berliner Amateurfußball in den Spielen um die Deutsche Amateurmeisterschaft. In der ersten Runde Stadtliga, 1953/54, kämpfte Manfred Dommasch an der Seite der Routiniers Karl-Heinz Steinbeck und Rolf Drognitz in der Mannschaft von Trainer Walter Zunker vergeblich um den Klassenerhalt. Er absolvierte 18 Spiele und erzielte sechs Tore. Zehlendorf stieg mit dem Mitaufsteiger Kickers 1900 – diese blieben in der gesamten Runde ohne Sieg – wieder in die Amateurliga ab. Umgehend glückte 1955 der erneute Titelgewinn und damit die sofortige Rückkehr in die Stadtliga.
Der Aufsteiger konnte 1955/56 mit 39:37 Toren und 21:23 Punkten nach 22 Ligaspielen auf dem achten Rang den Klassenerhalt bewerkstelligen. Persönlich war der erste Rang in der Torschützenliste mit 18 Treffern für Manfred Dommasch dabei aber sein größter Erfolg. Viktoria 89 Berlin holte sich mit 60:28 Toren und 29:15 Punkten die Berliner Meisterschaft. Ihr bester Torschütze wurde Horst Stange mit zwölf Treffern. Der Zehlendorfer Torjäger hatte die Runde mit fünf Treffern in den zwei ersten Rundenspielen im September 1955 gegen den Spandauer SV und den BFC Alemannia 90 eröffnet und Sturmkollege Rolf Drognitz wurde mit vier Treffern zweitbester Zehlendorfer-Torschütze. 1957 und 1958 bestätigte Dommasch mit jeweils zehn Toren seine Abschlussqualitäten und das in einer Mannschaft, die in beiden Runden mit 32:39 beziehungsweise 36:41 ein negatives Torverhältnis vorzuweisen hatte.
Ab der Runde 1958/59 wurde in der Stadtliga Berlin der Modus auf drei Runden mit je elf Spielen umgewandelt. Zehlendorf empfing am 20. Spieltag als Zweiter den Tabellenführer SC Tasmania 1900 Berlin zum Schlagerspiel. Am 23. Spieltag, den 1. Februar 1959, erzielte Manfred Dommasch mit seinem 1:1-Ausgleichstreffer beim Spandauer SV in seinem 21. Rundenspiel seinen 17. Saisontreffer. Damit führte er torgleich mit Reinhard Knöfel die Torjägerliste an. Zehlendorf rangierte mit 43:28 Toren und 27:17 Punkten auf dem 3. Rang. Durch eine Verletzung bedingt war damit die Runde für Dommasch beendet, er konnte danach kein Spiel mehr bestreiten. In den restlichen zehn Spielen ohne den überragenden Torschützen kamen seine Mannschaftskameraden auf 6:16 Punkte und 12:22 Tore und fielen auf den sechsten Rang in der Abschlusstabelle zurück. Knöfel vom Vizemeister Spandauer SV gewann mit 23 Treffern die Torjägerkrone.
Das letzte Spiel in der Stadtliga absolvierte Dommasch am 19. Mai 1963 beim 2:1-Heimsieg gegen Tennis Borussia Berlin. Von 1953 bis 1963 hatte er für Hertha 03 Zehlendorf in der Stadtliga 186 Spiele absolviert und dabei 88 Tore erzielt. Der gelernte Mechaniker ist damit Rekordspieler und auch unangefochtener Rekordschütze von Zehlendorf in der Stadtliga Berlin. Danach war er noch die ersten vier Runden in der Fußball-Regionalliga Berlin aktiv. Da er mit dem Einsatz am 4. Dezember 1966 beim 1:1-Remis bei Kickers 1900 seine langjährige aktive Spielerlaufbahn beendete, erlebte er die Titelgewinne von Zehlendorf in den Jahren 1969 und 1970 nur als Zuschauer. Von 1963 bis 1966 absolvierte er 63 Regionalligaspiele und erzielte dabei 18 Tore.